# Kritický klub Jana Rejžka
Kritický klub Jana Rejžka, dříve nesoucí názvy Kritický klub Člověk a kultura, a poté Kritický Klub Jana Rejžka a Vladimíra Justa, byl pravidelný rozhlasový pořad na stanici Český rozhlas 6, který obsahoval kritické příspěvky k nově uvedeným uměleckým dílům, knihám, aktuálním představením, výstavám a dalším událostem kulturního života z domova i ze světa, stejně tak rekapitulace a kritická zhodnocení životů právě zemřelých umělců v sekci nekrology. Jeho tvůrcem a průvodcem byl kritik Jan Rejžek, v pozici stálého hosta se k aktuálnímu dění do poloviny ledna 2012 vyjadřoval teatrolog, literární a divadelní kritik Vladimír Just. Pořad  byl vysílán živě každý čtvrtek v čase od 20.10 do 21.00 hod.
Znělka a předěly byly úvodní sekvencí písně Paula Simona „Can't Run But“ z alba The Rhythm of the Saints, vydaného v roce 1990.
Od roku 2012 si Jan Rejžek do studia zval různé hosty. V minulosti při absenci Vladimíra Justa v pořadu vystoupili například kritici Jiří Peňás, Petr Pavlovský, Jakub Kamberský či Lenka Jungmannová.
Poslední pořad byl odvysílán 28. února 2013, v němž jako host vystoupil Jiří Peňás. Ke zrušení došlo v souvislosti se zánikem stanice Český rozhlas 6. Od března 2013 pak vznikl na nové stanici Český rozhlas Plus hodinový pořad Týden v kultuře, mapující kulturní novinky, a jehož moderátory se stali Lukáš Hurník, Jan Rejžek a Karolina Koubová.
Český rozhlas zcela rozvázal spolupráci s Janem Rejžkem v létě 2014 kvůli vulgaritám vůči jedné z posluchaček.
Rozhlasový pořad navázal na zrušenou televizní obdobu vysílanou v České televizi pod názvem Katovna, v níž se vůči kulturnímu životu kriticky vyhraňovali oba hlavní protagonisté.

## Struktura
Úvodní část byla věnována písemným dotazům a ohlasům veřejnosti. Následoval kritický blok věnovaný vlastnímu hodnocení událostí napříč jednotlivými oblastmi kultury – divadlu, literatuře, hudbě, výtvarnému umění, kinematografii či sochařství. Další úsek představovaly nekrology zemřelých osobností kulturního světa za uplynulý týden. Před koncem stopáže přicházelo okénko  „O čem se nemluví“, v němž byly prezentovány vynikající, či naopak  velmi nekvalitní artefakty, knihy a události, posluchačům všeobecně neznámé, které kritici považovali naopak za vhodné medializovat a „mluvit o nich“.
V průběhu celého vysílání mohli posluchači volat do přímého přenosu telefonické příspěvky z  kulturního dění.  

## Kritika
Podle Martina J. Švejdy oba kritici vedli převážně monology a „pod tlakem času ve svých výstupech sklouzávají k povšechným, vágním formulacím, vynášejí rychlé, zkratkovité soudy – což ve výsledku nejednou budí dojem jejich nesnesitelné bohorovnosti“.
Vladimír Just přestal na pořadu spolupracovat z důvodů neshod s hlavním moderátorem Janem Rejžkem, a to především kvůli direktivnímu způsobu vedení diskuse. V roce 2011 se neshody obou kritiků v pořadu stupňovaly, a vyvrcholily 29. prosince, kdy Jan Rejžek nenechal Vladimíra Justa dokončit názor na Ecovu knihu Pražský hřbitov.